# Leusden (schip, 1719)

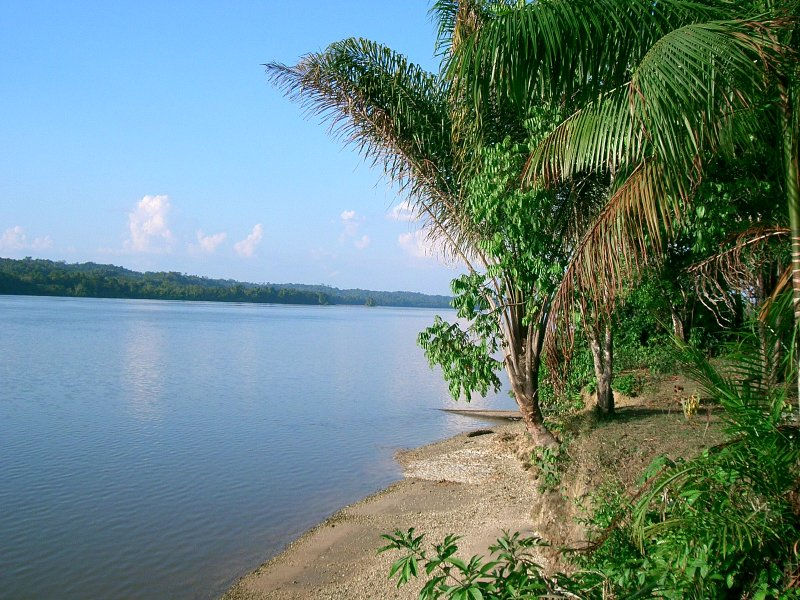
Gezicht op de Marowijne.

De Leusden was een 18e-eeuws slavenschip van de West-Indische Compagnie dat op 1 januari 1738 verging voor de monding van de Marowijne in Suriname. Bij deze schipbreuk zijn naar schatting 664 van de aan boord aanwezige Afrikaanse gevangenen omgekomen, omdat de kapitein de luiken dicht liet timmeren. Het werd daarmee de grootste scheepsramp tijdens de periode van de Nederlandse slavenhandel. 

## Geschiedenis
Op 25 oktober 1718 besloten de bevelhebbers van de West-Indische Compagnie (WIC), De Heren X, tot het bouwen van een nieuw slavenschip. De bouw van het schip werd gegund aan de laagste inschrijver: scheepstimmerman Jan Gerbrandse Slegt van de werf De Eendracht op Kattenburg in Amsterdam. De bouw van het schip duurde ongeveer acht maanden. De totale kosten bedroegen 53.094 gulden voor de bouw van het ‘kale’ schip. Voor het ‘verdubbelen en natimmeren’ werden nog extra kosten in rekening gebracht. Het verdubbelen van de scheepshuid was noodzakelijk, aangezien het hout enorm te lijden had van het langdurige verblijf in tropische wateren.
De naam van het schip is waarschijnlijk gegeven door Cornelis Bors van Waveren, die namens de WIC opdrachtgever was voor de bouw van de Leusden. Bors van Waveren was heer van de heerlijkheid Leusden in Eemland en vermoedelijk heeft hij het schip hiernaar vernoemd.
Tijdens zijn negentienjarig bestaan heeft de Leusden in totaal tien reizen gemaakt van West-Afrika naar Amerika, als onderdeel van de zogenoemde trans-Atlantische driehoekshandel. Vier reizen hadden als eindbestemming het slavenhandelsknooppunt Sint Eustatius. In totaal vervoerde de Leusden 6.564 Afrikaanse slaven, waarvan bijna een kwart de overtocht niet overleefde. Dit kwam onder andere door de erbarmelijke omstandigheden aan boord: het slechte voedsel en de uitbraak van besmettelijke ziekten onder de gevangenen, die dicht opeengepakt werden verscheept.

## Laatste reis
De Leusden was al op 11 mei 1737 in Elmina aangekomen, maar op dat moment waren hier te weinig gevangenen aanwezig om de Leusden direct van ‘lading’ te voorzien. Uiteindelijk duurde het zes maanden voordat er genoeg gevangenen aan boord waren. Op 19 november 1737 vertrok de Leusden, onder leiding van de uit Zweden afkomstige kapitein Jochem Aukens (werd verbasterd tot Jochem Outjes in Nederland) van Afrika naar Suriname met aan boord circa 700 gevangenen, waarvan er onderweg 20 stierven. Na een overtocht van slechts 44 dagen bereikte de Leusden op 31 december 1737 de kust van Frans Guyana. Het was op dat moment bijzonder slecht weer. Door zware stortregens en mist verloor de kapitein het zicht op het land, zodat hij besloot dichter naar de kust te manoeuvreren. Hier maakte hij een cruciale navigatiefout: in de veronderstelling dat hij al bij de Surinamerivier was, voer hij de monding van de Marowijne in, waar de Leusden in de namiddag van 1 januari 1738 op een zandbank liep.
De gevangenen, die op dat moment net aan dek waren gebracht om te eten, werden direct door de bemanning weer het slavenruim in gedreven. Zestien gevangenen mochten op het bovendek blijven; waarom zij niet het slavenruim in hoefden is onbekend. Op dat moment sloeg het schip lek en begon langzaam te zinken. De gevangenen probeerden uit het vollopende ruim naar boven te komen, maar de bemanning, bang dat zij door de gevangenen overmeesterd zouden worden, besloot hierop de luiken dicht te timmeren. De bemanningsleden klommen boven op het wrak en wisten zichzelf zo in veiligheid te brengen. De 664 in het ruim gevangen slaven verdronken.
De volgende dag vertrokken de 73 bemanningsleden, samen met de 16 gevangenen die aan dek hadden mogen blijven, met de sloep en de boot naar Paramaribo waar men op 4 januari aankwam. Hier werden de zestien overlevenden twee weken later alsnog verkocht.
Enkele maanden later bereikte de Heren X het bericht over de Leusden. Het vergaan van de Leusden stond op de agenda in de vergadering van de kamer Amsterdam op 20 mei 1738. Voor de Heren was het vergaan van het schip en de ‘lading’ niet meer dan een bedrijfsrisico en een ‘gevoelige schade voor de compagnie’. De kapitein is nooit berecht. Aan de 664 mensen die omgekomen waren, werden geen woorden vuil gemaakt.

## Herdenking
In 2010 is door Peggy Bawoek het voorstel gedaan om een monument te plaatsen ter herdenking van deze ramp.

## Tentoonstellingen
Van 27 juni 2013 tot en met 31 augustus 2014 was in Het Scheepvaartmuseum te Amsterdam een tentoonstelling te zien over de laatste reis van de Leusden. De tentoonstelling had als titel De Zwarte Bladzijde. In de tentoonstelling konden bezoekers kennismaken met het leven beneden- en bovendeks, en konden zij meer ontdekken over de economische achtergronden van de slavenhandel en slavernij. In Fort Zeelandia te Paramaribo was van 1 november 2013 tot en met 31 januari 2014 een aangepaste versie van de tentoonstelling te zien, onder de naam Smart van een slavenschip – Scheepsramp op de Marowijne.